# Gasklockan, Stockholm
Gasklockan var ett icke genomfört projekt för ett bostadshöghus, som planerades under 2010-talet i Norra Djurgårdsstaden, Stockholm. Huset var tänkt att bli cirka 170 meter och omkring 50 våningar högt, med närmare 500 lägenheter. Det ritades av Herzog & de Meuron för Oscar Properties. 
Stockholms stad gav 2009 markanvisning till Oscar Properties. Planen godkändes formellt av kommunfullmäktige 2014, men upphävdes i mark- och miljödomstolen. Kommunen överklagade beslutet till mark- och miljööverdomstolen, vilket ledde till att höjden minskades till 90 meter och omkring 300 lägenheter, varefter den nya planen  vann laga kraft 2016. Byggstart planerades då till sommaren 2019.. 
Efter det att Oscar Properties inte betalat för marken i avtalad tid, sade Stockholm stad upp markavtalet 2019. Bolaget har i sin tur 2020 stämt staden för avtalsbrott. Bakom tvisten ligger bland annat olika uppfattningar i fråga om ansvar och kostnader för sanering av marken på tjära och olja efter gashanteringen mellan 1893 och 2011.